# Jean la Poudre
Jean la Poudre is een Franse oorlogsfilm uit 1913 onder regie van Émile Chautard en Maurice Tourneur. Het scenario is gebaseerd op de gelijknamige roman uit 1896 van de Franse auteur Henry de Brisay. Destijds werd de film in Nederland uitgebracht onder de titel Het fort van den rooden berg.

## Verhaal
Thomas-Robert Bugeaud is een Franse maarschalk. Hij speelt een belangrijke rol in de Franse verovering van Algerije in de 19e eeuw. Hij voert er moeizame vredesbesprekingen met de plaatselijke bevolking.

## Rolverdeling
| Acteur        | Personage |
| ------------- | --------- |
| Henri Gouget  |           |
| Henry Roussel |           |